# Ah-Shi-Sle-Pah Wilderness

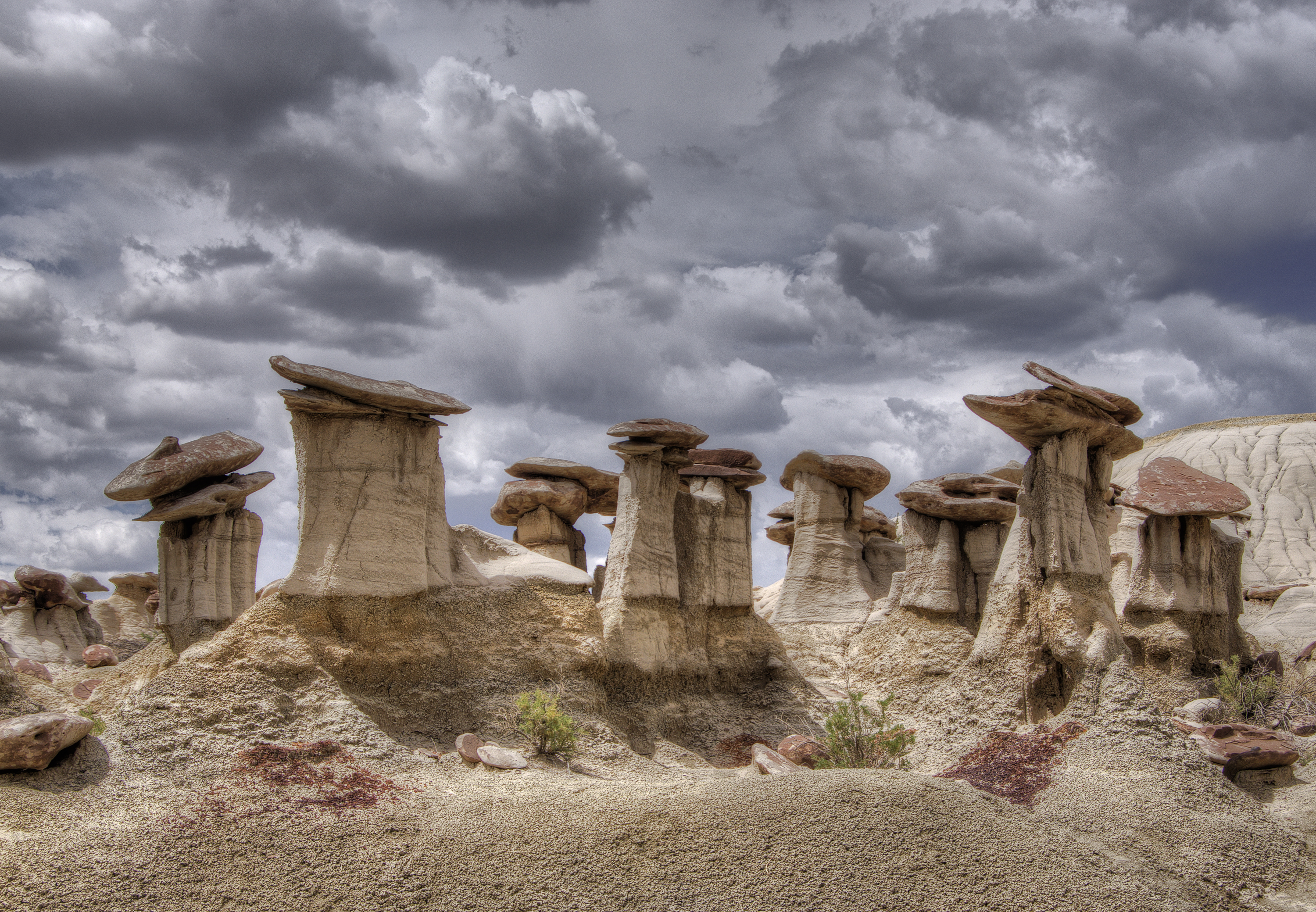
Hoodoos (cheminées de fée à Ah-Sli-Sle-Pah) Photo de John Fowler.

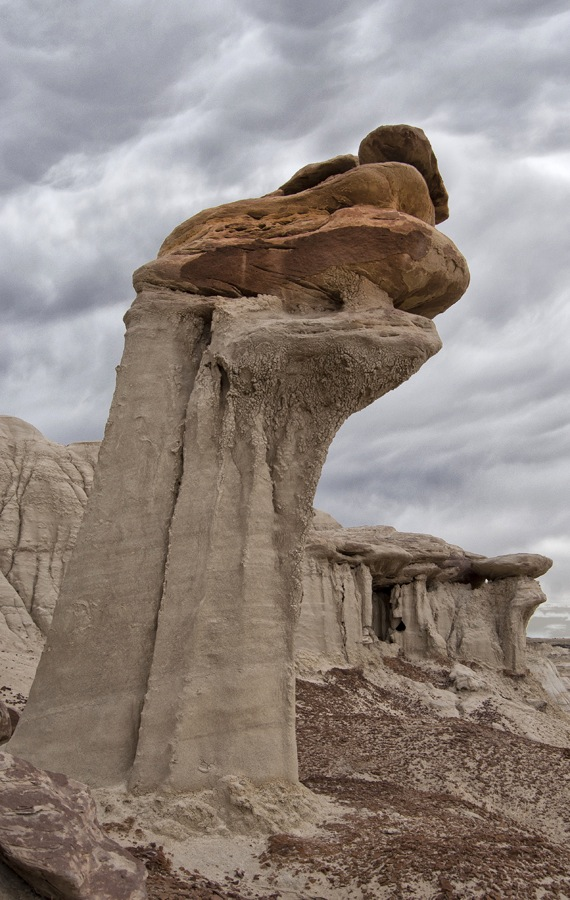
Hoodoo géant à Ah-Shi-Sle-Pah

Ah-Shi-Sle-Pah Wilderness est situé dans le comté de San Juan, au Nouveau-Mexique (USA), entre Chaco Canyon et Bisti/De-Na-Zin Wilderness. Le désert présente des badlands multicolores, des hoodoos de grès, du bois pétrifié et des fossiles de dinosaures, similaires à ceux trouvés dans les badlands de Bisti et le désert de De-Na-Zin à proximité. 

## Histoire
La zone d'étude BLM Wilderness (WSA) a été déclarée en mai 1992 et protégerait une zone d'environ 26,5 km2. La région a été prospectée par le chasseur de dinosaures Charles Hazelius Sternberg au cours de l'été 1921 . Sternberg a collecté le spécimen type de Pentaceratops fenestratus, un dinosaure cératopside de la fin du Crétacé, au sein de la WSA. Les spécimens de cette zone constituent une partie importante de la collection de paléontologie des vertébrés du Musée de l'évolution de l'Université d'Uppsala, en Suède. La collecte de fossiles sans permis sur les lieux est interdite par la loi. 
Le John D. Dingell, Jr. Conservation, Management and Recreation Act, signé le 12 mars 2019, autorise la mise en place de l'Ah-Shi-Sle-Pah Wilderness en tant que composante du système de préservation national sauvage, protégeant environ 29,3 km² . 

## Géologie
Les unités rocheuses de l'Ah-Shi-Sle-Pah Wilderness comprennent la majeure partie de la formation supérieure de Fruitland (membre de la forêt fossile) et la partie inférieure de la formation de Kirtland (membre de Hunter Wash), toutes deux du Crétacé supérieur. Les roches sont dominées par des grès argileux et des grès intermittents.  

## Voir également
- Désert de Bisti / De-Na-Zin
- Monument national de Kasha-Katuwe Tent Rocks
- Demoiselles Coiffées de Pontis
- Đavolja Varoš